# Seven de Canadá 2025
El Seven de Canadá 2025 fue la undécima edición de ese torneo deportivo y corresponde al cuarto torneo de la Serie Mundial de Rugby 7, temporada 2024-25, en modalidades femenina y masculina. Se disputa en Vancouver, en las instalaciones del Estadio BC Place.
Los equipos campeones fueron Nueva Zelanda en mujeres y Argentina en varones.

## Formato
Se disputa según el formato regular (incluye cuartos de final) establecido para la competencia olímpica, con algunas modificaciones.
- Etapa de grupos. En cada torneo se conforman tres grupos (pools) de cuatro equipos cada uno, todos contra todos. Los grupos se conforman por sorteo, teniendo en cuenta la posición de cada equipo en el torneo anterior, o eventualmente la posición final en la serie anterior, si se trata del primer torneo de la temporada. Los tres equipos que encabezaron las posiciones en el torneo anterior, actúan como cabeza de serie de cada grupo; luego se sortean los tres equipos restantes en cada grupo, en tres secuencias, siempre de acuerdo a la posición obtenida en el torneo anterior: 4/6, 7/9 y 10/12. A diferencia del formato olímpico, en esta etapa no hay empate y, de ser necesario, cada partido debe definirse por el sistema de "primera diferencia". El equipo ganador obtiene tres puntos y el que pierde ninguno, pero a diferencia del formato olímpico, en esta etapa se concede un punto bonus al equipo que pierda por siete puntos o menos.
- Etapa eliminatoria (knockout).
  - Cuartos de final. Los dos primeros equipos de cada grupo y los dos mejores terceros, clasifican a los cuartos de final de la copa. Las llaves se forman siguiendo el siguiente criterio: A1 vs 8; C2 vs B2; C1 vs A2; B1 vs 7.
  - Noveno lugar. Los cuatro restantes equipos de cada grupo disputan el noveno lugar mediante semifinales y final.
  - Quinto y séptimo. Los dos "mejores" perdedores en cuartos de final (según posición en la tabla) disputan el quinto lugar, mientras que los otros dos disputan el séptimo lugar.
  - Semifinales y final. Los equipos ganadores en los cuartos de final de la etapa eliminatoria, disputan las semifinales y los que resulten ganadores en esa instancia disputan la final.

## Puntaje
Cada uno de los seis torneos de la etapa regular concede un puntaje a cada equipo según la posición en la que finalicen: 

| Posición |    |    |    | 4  | 5  | 6  | 7 | 8 | 9 | 10 | 11 | 12 |
| Puntaje  | 20 | 18 | 16 | 14 | 12 | 10 | 8 | 6 | 4 | 3  | 2  | 1  |

## Competencia femenina
* Grupos según clasificación en torneo anterior y sorteo:
- Grupo A: Australia, Brasil,  Canadá, España.
- Grupo B: Nueva Zelanda, Estados Unidos, China, Irlanda.
- Grupo C: Francia, Japón, Fiyi, Gran Bretaña.

Clasifican los dos primeros de cada grupo y los dos mejores terceros.
|  | Cuartos de final | Cuartos de final | Cuartos de final |               |           | Semifinales | Semifinales | Semifinales |       |              | Final        | Final        | Final |  |
|  |                  |                  |                  |               |           |             |             |             |       |              |              |              |       |  |
|  |                  |                  |                  |               |           |             |             |             |       |              |              |              |       |  |
|  | B2               | Estados Unidos   | 17               |               |           |             |             |             |       |              |              |              |       |  |
|  | B2               | Estados Unidos   | 17               |               |           |             |             |             |       |              |              |              |       |  |
|  | C2               | Japón            | 22               |               |           |             |             |             |       |              |              |              |       |  |
|  | C2               | Japón            | 22               |               | Japón     | Japón       | 7           |             |       |              |              |              |       |  |
|  |                  |                  |                  |               | Japón     | Japón       | 7           |             |       |              |              |              |       |  |
|  |                  |                  | Fiyi             | Fiyi          | 28        |             |             |             |       |              |              |              |       |  |
|  | A1               | Brasil           | Fiyi             | Fiyi          | 28        | 0           |             |             |       |              |              |              |       |  |
|  | A1               | Brasil           |                  |               |           |             |             |             |       |              |              |              |       |  |
|  | 8                | Fiyi             | 46               |               |           |             |             |             |       |              |              |              |       |  |
|  | 8                | Fiyi             | 46               |               |           |             |             |             |       | Fiyi         | Fiyi         | 7            |       |  |
|  |                  |                  |                  |               |           |             |             |             |       | Fiyi         | Fiyi         | 7            |       |  |
|  |                  |                  | Nueva Zelanda    | Nueva Zelanda | 41        |             |             |             |       |              |              |              |       |  |
|  | C1               | Gran Bretaña     | Nueva Zelanda    | Nueva Zelanda | 41        | 14          |             |             |       |              |              |              |       |  |
|  | C1               | Gran Bretaña     |                  |               |           |             |             |             |       |              |              |              |       |  |
|  | A2               | Australia        | 28               |               |           |             |             |             |       |              |              |              |       |  |
|  | A2               | Australia        | 28               |               | Australia | Australia   | 10          |             |       | Tercer lugar | Tercer lugar | Tercer lugar |       |  |
|  |                  |                  |                  |               | Australia | Australia   | 10          |             |       | Tercer lugar | Tercer lugar | Tercer lugar |       |  |
|  |                  |                  | Nueva Zelanda    | Nueva Zelanda | 34        |             |             |             |       |              |              |              |       |  |
|  | B1               | Nueva Zelanda    | Nueva Zelanda    | Nueva Zelanda | 34        | 34          |             |             | Japón | Japón        | 12           |              |       |  |
|  | B1               | Nueva Zelanda    |                  |               |           |             |             |             | Japón | Japón        | 12           |              |       |  |
|  | 7                | Canadá           | 12               |               |           |             |             |             |       |              | Australia    | Australia    | 26    |  |
|  | 7                | Canadá           | 12               |               |           |             |             |             |       |              | Australia    | Australia    | 26    |  |
|  |                  |                  |                  |               |           |             |             |             |       |              |              |              |       |  |

- Partido por el quinto puesto: Brasil derrotó a Gran Bretaña
- Partido por el séptimo puesto: Canadá derrotó a Estados Unidos
- Partido por el noveno puesto: Francia derrotó a China
- Partido por el undécimo puesto: España derrotó a Irlanda

### Tabla general femenina al finalizar el torneo
| Pos. | Evento País    | Dubái | Ciudad del Cabo | Perth | Vancouver | Hong Kong | Singapur | Puntos total |
| ---- | -------------- | ----- | --------------- | ----- | --------- | --------- | -------- | ------------ |
| 1    | Nueva Zelanda  |       |                 |       |           |           |          | 76           |
| 2    | Australia      |       | 14              |       |           |           |          | 70           |
| 3    | Francia        |       |                 |       | 4         |           |          | 52           |
| 4    | Estados Unidos | 12    |                 | 10    | 6         |           |          | 46           |
| 5    | Japón          | 8     | 10              | 12    | 14        |           |          | 44           |
| 6    | Canadá         | 6     | 12              | 14    | 8         |           |          | 40           |
| 7    | Gran Bretaña   | 14    | 8               | 3     | 10        |           |          | 35           |
| 8    | Fiyi           | 1     | 2               | 4     |           |           |          | 26           |
| 9    | Brasil         | 4     | 2               | 8     | 12        |           |          | 26           |
| 10   | Irlanda        | 10    | 6               | 1     | 1         |           |          | 18           |
| 11   | China          | 3     | 4               | 6     | 3         |           |          | 16           |
| 12   | España         | 2     | 1               | 2     | 2         |           |          | 7            |

|  | En puesto de repechaje para disputar el ascenso/descenso. |  | Líder. |

## Competencia masculina
* Grupos según clasificación en torneo anterior: A (1, 6, 7, 12); B (2, 5, 8, 10); C (3, 4, 9, 11)
- Grupo A: Argentina, Francia,  Gran Bretaña, Kenia.
- Grupo B: Australia, Sudáfrica, Nueva Zelanda, Irlanda.
- Grupo C: España, Fiyi, Uruguay, Estados Unidos.

Clasifican los dos primeros de cada grupo y los dos mejores terceros.
|  | Cuartos de final | Cuartos de final | Cuartos de final |           |        | Semifinales | Semifinales | Semifinales |        |              | Final        | Final        | Final |  |
|  |                  |                  |                  |           |        |             |             |             |        |              |              |              |       |  |
|  |                  |                  |                  |           |        |             |             |             |        |              |              |              |       |  |
|  | B2               | Nueva Zelanda    | 7                |           |        |             |             |             |        |              |              |              |       |  |
|  | B2               | Nueva Zelanda    | 7                |           |        |             |             |             |        |              |              |              |       |  |
|  | C2               | España           | 12               |           |        |             |             |             |        |              |              |              |       |  |
|  | C2               | España           | 12               |           | España | España      | 0           |             |        |              |              |              |       |  |
|  |                  |                  |                  |           | España | España      | 0           |             |        |              |              |              |       |  |
|  |                  |                  | Argentina        | Argentina | 7      |             |             |             |        |              |              |              |       |  |
|  | A1               | Argentina        | Argentina        | Argentina | 7      | 12          |             |             |        |              |              |              |       |  |
|  | A1               | Argentina        |                  |           |        |             |             |             |        |              |              |              |       |  |
|  | 8                | Francia          | 7                |           |        |             |             |             |        |              |              |              |       |  |
|  | 8                | Francia          | 7                |           |        |             |             |             |        | Argentina    | Argentina    | 19           |       |  |
|  |                  |                  |                  |           |        |             |             |             |        | Argentina    | Argentina    | 19           |       |  |
|  |                  |                  | Sudáfrica        | Sudáfrica | 12     |             |             |             |        |              |              |              |       |  |
|  | C1               | Fiyi             | Sudáfrica        | Sudáfrica | 12     | 24          |             |             |        |              |              |              |       |  |
|  | C1               | Fiyi             |                  |           |        |             |             |             |        |              |              |              |       |  |
|  | A2               | Gran Bretaña     | 0                |           |        |             |             |             |        |              |              |              |       |  |
|  | A2               | Gran Bretaña     | 0                |           | Fiyi   | Fiyi        | 10          |             |        | Tercer lugar | Tercer lugar | Tercer lugar |       |  |
|  |                  |                  |                  |           | Fiyi   | Fiyi        | 10          |             |        | Tercer lugar | Tercer lugar | Tercer lugar |       |  |
|  |                  |                  | Sudáfrica        | Sudáfrica | 12     |             |             |             |        |              |              |              |       |  |
|  | B1               | Sudáfrica        | Sudáfrica        | Sudáfrica | 12     | 17          |             |             | España | España       | 22           |              |       |  |
|  | B1               | Sudáfrica        |                  |           |        |             |             |             | España | España       | 22           |              |       |  |
|  | 7                | Australia        | 14               |           |        |             |             |             |        |              | Fiyi         | Fiyi         | 7     |  |
|  | 7                | Australia        | 14               |           |        |             |             |             |        |              | Fiyi         | Fiyi         | 7     |  |
|  |                  |                  |                  |           |        |             |             |             |        |              |              |              |       |  |

- Partido por el quinto puesto: Gran Bretaña (31) vs Nueva Zelanda (10)
- Partido por el séptimo puesto: Australia (15) vs Francia (12)
- Partido por el noveno puesto: Estados Unidos (22) vs Uruguay (21)
- Partido por el undécimo puesto: Irlanda (19) vs Kenia (14)

### Tabla general masculina al finalizar el torneo
| Pos. | Evento País    | Dubái | Ciudad del Cabo | Perth | Vancouver | Hong Kong | Singapur | Puntos total |
| ---- | -------------- | ----- | --------------- | ----- | --------- | --------- | -------- | ------------ |
| 1    | Argentina      |       | 12              |       |           |           |          | 68           |
| 2    | España         |       | 14              |       |           |           |          | 64           |
| 3    | Fiyi           |       |                 | 12    | 14        |           |          | 62           |
| 4    | Sudáfrica      | 10    |                 | 14    |           |           |          | 62           |
| 5    | Francia        | 12    |                 | 10    | 6         |           |          | 46           |
| 6    | Australia      | 8     | 4               |       | 8         |           |          | 38           |
| 7    | Nueva Zelanda  | 14    | 10              | 4     | 10        |           |          | 38           |
| 8    | Gran Bretaña   | 6     | 6               | 8     | 12        |           |          | 20           |
| 9    | Kenia          | 3     | 8               | 3     | 1         |           |          | 15           |
| 10   | Uruguay        | 4     | 2               | 6     | 3         |           |          | 15           |
| 11   | Estados Unidos | 1     | 3               | 1     | 4         |           |          | 9            |
| 12   | Irlanda        | 2     | 1               | 2     | 2         |           |          | 7            |

|  | En puesto de repechaje para disputar el ascenso/descenso. |  | Líder. |